# Frente Patriótico (Zambia)
El Frente Patriótico (en inglés: Patriotic Front, PF) es un partido político de Zambia de ideología socialista. Fue el partido político gobernante en Zambia entre 2011 y 2021. Fundado por Michael Sata como una facción del Movimiento por una Democracia Multipartidaria en 2001.

## Formación
El PF se constituyó como partido político en 2001, aunque como movimiento interno venía desde un año antes. Tras el fracaso de Chiluba por cambiar la Constitución y poder presentarse por tercera vez a la elección, Michael Sata optó como candidato presidencial de su colectividad, el MMD, sin embargo el partido decidió apoyar la opción de Levy Mwanawasa. "La elección de Mwanawasa molesta Sata y su sector por lo que decidieron salirse y formar su propia colectividad".
Sata fue de nuevo candidato presidencial del partido para las elecciones generales de 2006, esta vez terminó de segundo lugar, detrás de Mwanawasa con el 29% de los votos. Con su cuota de voto de la Asamblea Nacional que se elevó al 23%, el partido ganó 43 escaños, convirtiéndose en el mayor partido de la oposición. Tras la muerte de Mwanawasa, una elección presidencial adelantada se realizó en 2008. Sata se declaró ganador de las elecciones antes de que dieran los resultados oficiales, sin embargo, terminó de segundo  frente al candidato del MMD, Rupiah Banda, con el 38% de los votos contra el 40% de Banda. Sata no aceptó los resultados y junto a sus militantes realizaron protestas en las calles. 
En las elecciones generales de 2011 vieron una reversión del resultado de 2008, con Sata superando Banda por un margen de 42% a 35%. El PF también se convirtió en el partido más grande en la Asamblea Nacional, ganando 60 de los 150 escaños. Sin embargo, Sata murió en el cargo en octubre de 2014. El Vicepresidente Guy Scott asumió como presidente interino hasta que una elección se llevó a cabo en enero de 2015. Edgar Lungu fue seleccionado como el candidato del partido, y ganó las elecciones con el 48% de los votos. En las elecciones generales de 2021, el PF presentó nuevamente la candidatura presidencial de Lungu, pero esta vez resultó derrotado con un 38,7% de los votos y pasó a la oposición.

## Resultados electorales
|  | 2,82 % |

|  | 3,35 % |

|  | 28,7 % |

|  | 29,4 % |

|  | 38,13 % |

|  | 38,25 % |

|  | 41,98 % |

|  | 48,33 % |

|  | 42,01 % |

|  | 50,35 % |

|  | 35,30 % |

|  | 38,71 % |